# Campeonato Europeu de Patinação Artística no Gelo de 1975
O Campeonato Europeu de Patinação Artística no Gelo de 1975 foi a sexagésima sétima edição do Campeonato Europeu de Patinação Artística no Gelo, um evento anual de patinação artística no gelo organizado pela União Internacional de Patinação (em inglês:  International Skating Union) onde os patinadores artísticos competem pelo título de campeão europeu. A competição foi disputada entre os dias 28 de janeiro e 2 de fevereiro, na cidade de Copenhague, Dinamarca.

## Eventos
- Individual masculino
- Individual feminino
- Duplas
- Dança no gelo

## Medalhistas
| Evento                        | Ouro                                                      | Prata                                             | Bronze                                                  |
| Individual masculino detalhes | Vladimir Kovalev · União Soviética                        | John Curry · Reino Unido                          | Yuri Ovchinnikov · União Soviética                      |
| Individual feminino detalhes  | Christine Errath · Alemanha Oriental                      | Dianne de Leeuw · Países Baixos                   | Anett Pötzsch · Alemanha Oriental                       |
| Duplas detalhes               | Irina Rodnina · Alexander Zaitsev · União Soviética       | Romy Kermer · Rolf Österreich · Alemanha Oriental | Manuela Groß · Uwe Kagelmann · Alemanha Oriental        |
| Dança no gelo detalhes        | Liudmila Pakhomova · Alexander Gorshkov · União Soviética | Hilary Green · Glyn Watts · Reino Unido           | Natalia Linichuk · Gennadi Karponosov · União Soviética |

## Resultados

### Individual masculino
| Pos.              | Nome                   | Nacionalidade      |
| ----------------- | ---------------------- | ------------------ |
| Medalha de ouro   | Vladimir Kovalev       | União Soviética    |
| Medalha de prata  | John Curry             | Reino Unido        |
| Medalha de bronze | Yuri Ovchinnikov       | União Soviética    |
| 4                 | Sergei Volkov          | União Soviética    |
| 5                 | László Vajda           | Hungria            |
| 6                 | Zdeněk Pazdírek        | Tchecoslováquia    |
| 7                 | Bernd Wunderlich       | Alemanha Oriental  |
| 8                 | Hermann Schulz         | Alemanha Oriental  |
| 9                 | Didier Gailhaguet      | França             |
| 10                | Ronald Koppelent       | Áustria            |
| 11                | Robin Cousins          | Reino Unido        |
| 12                | Pekka Leskinen         | Finlândia          |
| 13                | Erich Reifschneider    | Alemanha Ocidental |
| 14                | Miroslav Soska         | Tchecoslováquia    |
| 15                | Jacek Tascher          | Polônia            |
| 16                | Jean-Christophe Simond | França             |
| 17                | Glyn Jones             | Reino Unido        |
| 18                | Thomas Öberg           | Suécia             |
| 19                | Paul Cechmanek         | Luxemburgo         |
| 20                | Flemming Soderquist    | Dinamarca          |
| 21                | Rob Ouwerkerk          | Países Baixos      |

### Individual feminino
| Pos.              | Nome                | Nacionalidade      |
| ----------------- | ------------------- | ------------------ |
| Medalha de ouro   | Christine Errath    | Alemanha Oriental  |
| Medalha de prata  | Dianne de Leeuw     | Países Baixos      |
| Medalha de bronze | Anett Pötzsch       | Alemanha Oriental  |
| 4                 | Liana Drahová       | Tchecoslováquia    |
| 5                 | Isabel de Navarre   | Alemanha Ocidental |
| 6                 | Susanna Driano      | Itália             |
| 7                 | Marion Weber        | Alemanha Oriental  |
| 8                 | Dagmar Lurz         | Alemanha Ocidental |
| 9                 | Evi Kopfli          | Suíça              |
| 10                | Karin Iten          | Suíça              |
| 11                | Gerti Schanderl     | Alemanha Ocidental |
| 12                | Sonja Balun         | Áustria            |
| 13                | Hana Knapova        | Tchecoslováquia    |
| 14                | Liudmila Bakonina   | União Soviética    |
| 15                | Michelle Haider     | Suíça              |
| 16                | Grażyna Dudek       | Polônia            |
| 17                | Marie-Claude Bierre | França             |
| 18                | Yvonne Kavanagh     | Reino Unido        |
| 19                | Gail Keddie         | Reino Unido        |
| 20                | Sophie Verlaan      | Países Baixos      |
| 21                | Lise-Lotte Öberg    | Suécia             |
| 22                | Anne-Marie Verlaan  | Países Baixos      |
| 23                | Sonja Stanek        | Áustria            |
| 24                | Susan Broman        | Finlândia          |
| 25                | Helena Gazvoda      | Iugoslávia         |
| 26                | Bente Larsen        | Noruega            |
| 27                | Carinne Henrotte    | Bélgica            |

### Duplas
| Pos.              | Nome                                    | Nacionalidade      |
| ----------------- | --------------------------------------- | ------------------ |
| Medalha de ouro   | Irina Rodnina / Alexander Zaitsev       | União Soviética    |
| Medalha de prata  | Romy Kermer / Rolf Österreich           | Alemanha Oriental  |
| Medalha de bronze | Manuela Groß / Uwe Kagelmann            | Alemanha Oriental  |
| 4                 | Marina Leonidova / Vladimir Bogoliubov  | União Soviética    |
| 5                 | Karin Kunzle / Christian Kunzle         | Suíça              |
| 6                 | Nadezhda Gorshkova / Evgeni Shevalovski | União Soviética    |
| 7                 | Kerstin Stolfig / Veit Kempe            | Alemanha Oriental  |
| 8                 | Corinna Halke / Eberhard Rausch         | Alemanha Ocidental |
| 9                 | Grażyna Kostrzewińska / Adam Brodecki   | Polônia            |
| 10                | Ursula Nemec / Michael Nemec            | Áustria            |
| 11                | Teresa Skrzek / Piotr Sczypa            | Polônia            |
| 12                | Ingrid Spieglova / Alan Spiegel         | Tchecoslováquia    |
| 13                | Petra Schneider / Bogdan Pulcer         | Alemanha Ocidental |
| WD                | Gabriele Arco / Nikolaus Stephan        | Áustria            |

### Dança no gelo
| Pos.              | Nome                                    | Nacionalidade      |
| ----------------- | --------------------------------------- | ------------------ |
| Medalha de ouro   | Liudmila Pakhomova / Alexander Gorshkov | União Soviética    |
| Medalha de prata  | Hilary Green / Glyn Watts               | Reino Unido        |
| Medalha de bronze | Natalia Linichuk / Gennadi Karponosov   | União Soviética    |
| 4                 | Irina Moiseeva / Andrei Minenkov        | União Soviética    |
| 5                 | Matilde Ciccia / Lamberto Ceserani      | Itália             |
| 6                 | Krisztina Regőczy / András Sallay       | Hungria            |
| 7                 | Janet Thompson / Warren Maxwell         | Reino Unido        |
| 8                 | Teresa Weyna / Piotr Bojanczyk          | Polônia            |
| 9                 | Kay Barsdell / Kenneth Foster           | Reino Unido        |
| 10                | Eva Pestova / Jiří Pokorny              | Tchecoslováquia    |
| 11                | Christina Henke / Udo Dönsdorf          | Alemanha Ocidental |
| 12                | Stefania Bertele / Walter Cecconi       | Itália             |
| 13                | Ewa Kolodziej / Tadeusz Góra            | Polônia            |
| 14                | Isabella Rizzi / Luigi Freroni          | Itália             |
| 15                | Gerda Bühler / Maxime Erlanger          | Suíça              |
| 16                | Susi Handschmann / Peter Handschmann    | Áustria            |

## Quadro de medalhas
| Ordem | País              | Medalha de ouro | Medalha de prata | Medalha de bronze |    | Ordem por total |
| ----- | ----------------- | --------------- | ---------------- | ----------------- | -- | --------------- |
| 1     | União Soviética   | 3               |                  | 2                 | 5  | 1               |
| 2     | Alemanha Oriental | 1               | 1                | 2                 | 4  | 2               |
| 3     | Reino Unido       |                 | 2                |                   | 2  | 3               |
| 4     | Países Baixos     |                 | 1                |                   | 1  | 4               |
| TOTAL | TOTAL             | 4               | 4                | 4                 | 12 | —               |